# Rongrik (Likiep)
Rongrik (weitere Bezeichnung: Ronerik, Rongiddik, Rongirikku-To) ist ein winziges Motu des Likiep-Atolls der pazifischen Inselrepublik Marshallinseln.

## Geographie
Rongrik liegt zusammen mit Ronglap im westlichen Riffsaum des Likiep-Atolls, zwischen der Nordspitze bei Malle und der Südwestspitze bei Kapenor. Die Insel ist unbewohnt. Zwischen Ronrik und Ronglap verläuft die Northwest Passage (Hokusei). Malle liegt etwa 3 km entfernt.